# Tsubasa Chronicle: Tori Kago no Kuni no Himegimi
Tsubasa Chronicle: Tori Kago no Kuni no Himegimi (劇場版 ツバサ・クロニクル 鳥カゴの国の姫君, Gekijōban Tsubasa Kuronikuru Torikago no Kuni no Himegimi) is een Japanse animefilm uit 2005 geregisseerd door Itsuro Kawasaki, geproduceerd door Production I.G. De film is gebaseerd op de animeserie Tsubasa Chronicle. Het heeft ook een cross-over met de film xxxHolic: A Midsummer Night's Dream. Een andere cross-over is prinses Tomoyo die net als in een aflevering van Cardcaptor Sakura niet kan praten.

## Verhaal
Syaoran, Sakura, Kurogane en Fay bezoeken de wereld van Birdcages. Een wereld waar mensen en vogels gebroederlijk naast elkaar leven. Ieder mens heeft een vogel als vriend. Een jongen, Koruri, denkt dat Syaoran en Sakura bodyguards zijn en vallen hen aan. Ze komen te weten dat de koning van het land een vreemde kracht bezit. Hierdoor wonen Prinses Tomoyo en de andere opstandige stedelingen in het bos zonder hun vogels. Om Sakura's veer terug te winnen moeten Syaoran en de anderen het opnemen tegen de Koning.

## Rolverdeling
| Acteur           | Personage       |
| ---------------- | --------------- |
| Miyu Irino       | Syaoran         |
| Yui Makino       | Sakura          |
| Daisuke Namikawa | Fay D. Flourite |
| Tetsu Inada      | Kurogane        |
| Mika Kikuchi     | Mokona Mokodi   |
| Maaya Sakamoto   | Prinses Tomoyo  |